# Massimo Arrighi
Massimo Arrighi (Crespina, 10 novembre 1954) è un allenatore di calcio ed ex calciatore italiano, di ruolo terzino.

## Carriera
Da giocatore ha collezionato 151 presenze in Serie B con le maglie di Varese, Catanzaro e Arezzo senza mettere a segno reti.

## Palmarès

### Club

#### Competizioni nazionali
- Serie C1: 1

Varese: 1979-1980